# Balzar
Balzar je priimek več oseb:
- Johann Hanns Nepomuk Anton Theodor Ferdinand von Balzar, avstro-ogrski general
- Oto Balzar, avstro-ogrski  admiral